# Skała Dygasińskiego

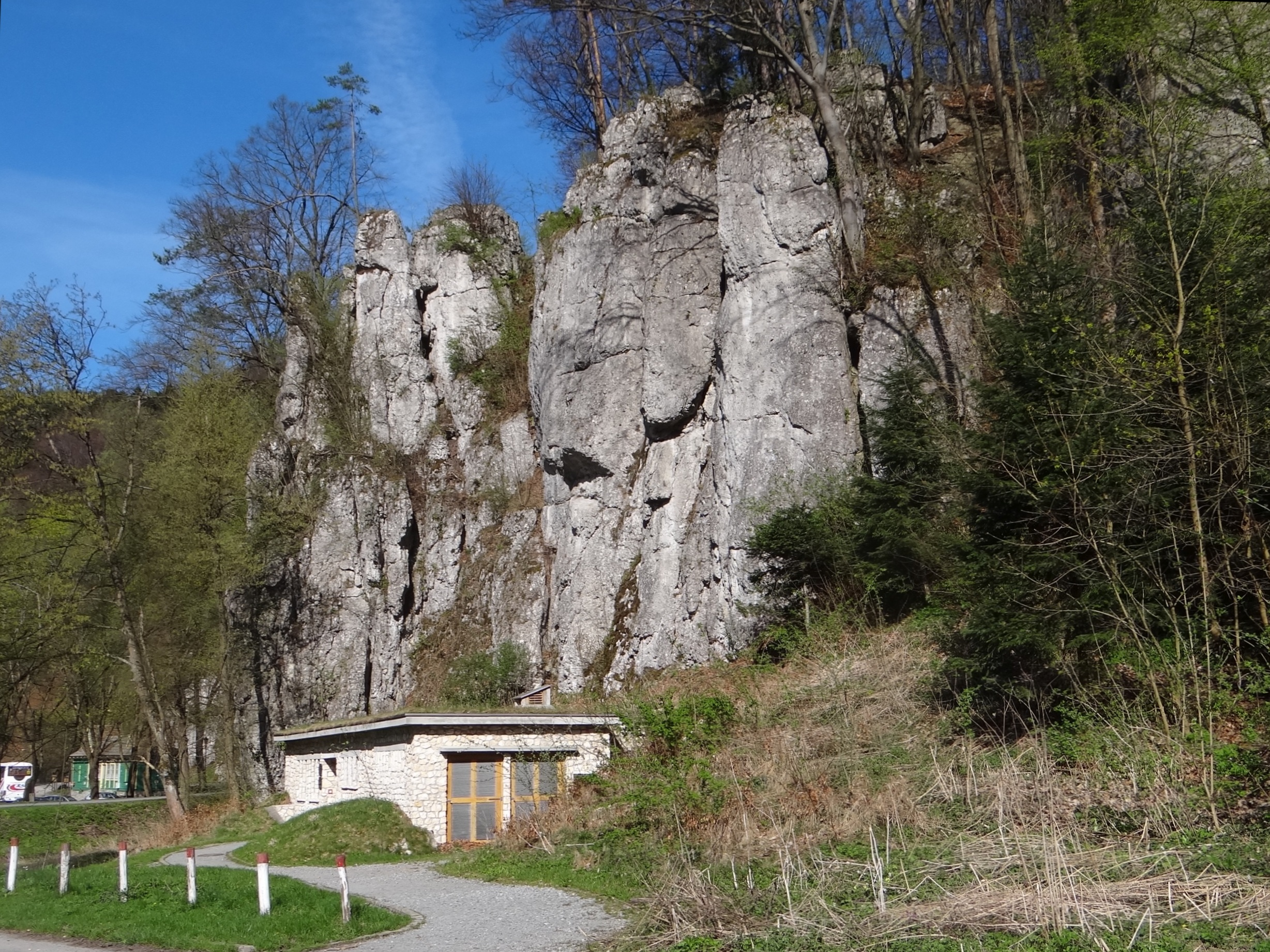
Skała Dygasińskiego

Skała Dygasińskiego lub Dygasówka – skała w Ojcowskim Parku Narodowym. Znajduje się u podnóży lewych zboczy Doliny Prądnika, tuż nad Prądnikiem i naprzeciwko parkingu pod Zamkiem w Ojcowie. W zboczu Doliny Prądnika od południowej strony sąsiaduje z Tańcówkami, od północnej ze skałami Nad Trzaską.
Zbudowana jest z twardych wapieni skalistych. 6 lipca 1904 roku zamontowano na niej zaprojektowaną przez Czesława Makowskiego tablicę upamiętniającą polskiego przyrodnika Adolfa Dygasińskiego, który w swoich reportażach opisywał piękno Doliny Prądnika oraz Zamek w Ojcowie i Zamek Pieskowa Skała. Był jednym z prekursorów objęcia ochroną Doliny Prądnika i ratowania przed zniszczeniem Zamku w Pieskowej Skale.